# John Lone

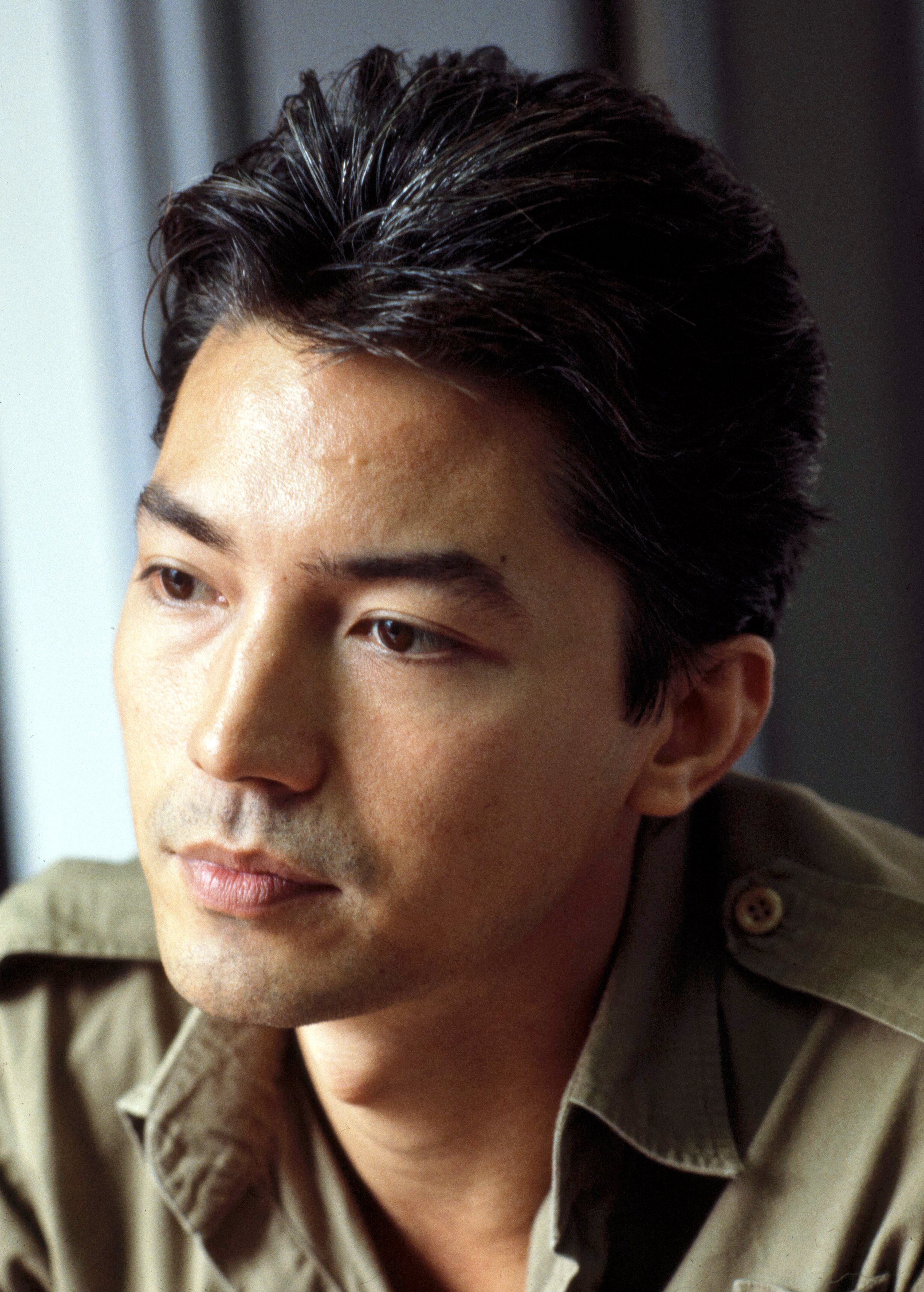
John Lone (1985)

John Lone (* 13. Oktober 1952 in Hongkong als Ng Kwok-leung) ist ein chinesisch-amerikanischer Schauspieler.

## Leben
Lone wuchs in einem Waisenhaus auf und wurde von einem Ehepaar aus Shanghai adoptiert. Später erhielt Lone seine Ausbildung an der Chiu Chiu Academy in Hongkong und an der Peking-Oper. Mitte der 1970er-Jahre begann er seine Filmkarriere in Hollywood mit zunächst eher kleineren Rollen, so etwa als Koch in King Kong (1976). Seine erste bedeutende Rolle war die eines Gangsters in dem Film Im Jahr des Drachen (1985). Zwei Jahre später folgte seine wohl bedeutendste Rolle: Die Hauptrolle als Puyi in Bernardo Bertoluccis Ausstattungsfilm Der letzte Kaiser (1987).
Weitere Rollen spielte er unter anderem in M. Butterfly (1993) oder Rush Hour 2 (2001). Zuletzt übernahm er 2007 eine größere Nebenrolle in dem Actionfilm War an der Seite von Jason Statham.

## Filmografie
- 1976: King Kong
- 1976: Bumpers Revier (The Blue Knight, Fernsehserie, Folge 2x07)
- 1978: In Texas ist der Teufel los (Kate Bliss and the Ticker Tape Kid, Fernsehfilm)
- 1978: Sword of Justice (Fernsehserie, Folge 1x02)
- 1979: 1998 – Die Vier Milliarden Dollar Show (Americathon)
- 1979: Eight Is Enough (Fernsehserie, Folge 4x11)
- 1979: T.R. Sloane (A Man Called Sloane, Fernsehserie, Folge 1x08)
- 1981: Polizeirevier Hill Street (Hill Street Blues, Fernsehserie, Folge 1x12)
- 1982: Joseph Papp Presents: The Dance and the Railroad (Fernsehfilm)
- 1984: Rückkehr aus einer anderen Welt (Iceman)
- 1985: Im Jahr des Drachen (Year of the Dragon)
- 1987: Schatten eines Pfaus (Echoes of Paradise)
- 1987: Der letzte Kaiser (The Last Emperor)
- 1988: Wilde Jahre in Paris (The Moderns)
- 1989: Jenseits der Schatten (Shadow of China)
- 1991: Shanghai 1920 (Shang Hai yi jiu er ling)
- 1993: M. Butterfly
- 1994: Shadow und der Fluch des Khan (The Shadow)
- 1994: Rabbit Ears: The Five Chinese Brothers (Kurzfilm)
- 1995: The Hunted – Der Gejagte (The Hunted)
- 1997: Yit huet jui keung
- 2001: Rush Hour 2
- 2004: Zi yu zi le
- 2005: Paper Moon Affair
- 2006: Kangxi wei fu si fang ji (Fernsehserie, Folge 5x01)
- 2007: War

## Auszeichnungen
- 1986: Nominierung für den Golden Globe Award in der Kategorie Bester Nebendarsteller für Im Jahr des Drachen
- 1988: Nominierung für den Golden Globe Award in der Kategorie Bester Hauptdarsteller – Drama für Der letzte Kaiser
- 1989: Nominierung für den Independent Spirit Awards in der Kategorie Bester Nebendarsteller für Wilde Jahre in Paris